# Rauschert-Gruppe
Die Paul Rauschert GmbH & Co. KG ist ein internationales Technologieunternehmen. Das 1898 gegründete Unternehmen ist konzernunabhängig und befindet sich im Familienbesitz, mittlerweile in der fünften Generation.
Als Hersteller und Entwickler von Komponenten und Systemen aus technischer Keramik, Beschichtungen, technischen Kunststoffen, Hybridbauteilen und kompletten Funktionsbaugruppen fertigt Rauschert Produkte für eine Vielzahl industrieller Anwendungen und Branchen. Diese werden vor allem in der Textilindustrie, Elektrotechnik, Heizungstechnik, Automobilen, Haushaltsgeräten, im Maschinenbau, im Chemieanlagenbau sowie in der Lebensmittelherstellung und der Medizintechnik eingesetzt. Seit 2009 ist das Unternehmen auch in der Energie- und Solartechnik sowie im Sondermaschinenbau und Maschinenhandel tätig. 
Der traditionelle Schwerpunkt des Unternehmens in Deutschland ist die oberfränkisch/südthüringische Grenzregion mit der Zentrale in Scheßlitz und den Werken Heinersdorf, Pressig, Veilsdorf, Steinbach am Wald sowie Oberbettingen in der Vulkaneifel. Tochterunternehmen befinden sich in Italien, Spanien, Portugal, Tschechien, Polen, Ungarn, Großbritannien, USA, Russland, China, Taiwan, Rumänien, Japan, Mexiko sowie in Indien und der Ukraine.
Das Unternehmen ist Mitglied im Verband der Keramischen Industrie (VKI), Bayern Innovativ und IZK Kronach.

## Geschichte
Mit der Erfindung der Dynamo-Maschine durch Werner von Siemens begann 1866 die  Entwicklung der Elektrotechnik. Paul Rauschert sen., gelernte Müllereifachmann aus der Mark Brandenburg, erkannte dies und gründete am 1. Juli 1898 in Hüttengrund/Thüringen eine Fabrik zur Herstellung von Elektroporzellan. 1904 betrieb Rauschert drei Rundöfen und fertigte mit 150 Beschäftigten Isolatoren für Freileitungen, aber auch Bierflaschenverschlüsse und Möbelknöpfe.  Zum 25. Unternehmensjubiläum 1923 gehörte dem  65-jährigen Gründer eine  Unternehmensgruppe mit vier Fabriken. Er hatte weitere Betriebe in der Region übernommen und ausgebaut. Das Produktprogramm hatte sich um Beleuchtungsporzellan (Rauchfänger für Gaslampen), Fadenführer, Akkumulatoren-Porzellan, Abspannisolatoren und diverse kleinere Gebrauchsartikel ausgeweitet. 
1924 übernahmen Paul Rauschert jun. und sein jüngerer Bruder Egon Rauschert die Leitung. Sie erwarben 1927 den wesentlich größeren Wettbewerber Gebrüder Pohl in Schlesien und expandierten so auf insgesamt 2200 Beschäftigte. Steatit und Pyrolit (Cordierit) ergänzten das Produktionsprogramm. 1929 starb Paul Rauschert sen. Die Weltwirtschaftskrise traf das Unternehmen hart. 1931/32 hatte Rauschert vorübergehend nur noch 60 Mitarbeiter und konnte sich erst nach dem Krieg mit den verbliebenen Betrieben in Pressig und Steinbach am Wald wieder erholen.
1967 wurde die Produktpalette durch Kunststoffspritzguss in Oberbettingen erweitert. Mit der Rauschert Portuguesa entstand 1973 in Portugal die erste ausländische Niederlassung.  1978 erfolgte mit dem Kauf der Aluminiumoxidfertigung für Textilmaschinenkomponenten von der Friedrichsfeld AG der Einstieg in die Hochleistungskeramik. 1996 erwarb Rauschert das Porzellanwerk Kloster Veilsdorf in Thüringen. Außerdem begann mit der Gründung der Rauschert K.S. in Horní Slavkov (Tschechien) der Aufbau des internationalen Fertigungs- und Vertriebssystems.
2006 erfolgte die Gründung des Geschäftsbereiches "inopor" als Hersteller keramischer Filtrationsmembranen in Kooperation mit dem Fraunhofer-Institut für Keramische Technologien und Systeme IKTS. 2009 wird der neue Geschäftsbereich "Energy & Engineering" gegründet, der Leistungen in den Bereichen Robotik, Sondermaschinenbau, Industriesoftware und erneuerbarer Energie erbringt. Heute ist Rauschert ein diversifiziertes Technologieunternehmen, das in einer Vielzahl von Nischenmärkten tätig ist. Noch heute ist das Unternehmen familiengeführt.

## Produkte und Anwendungen
Im Bereich der technischen Keramik fertigt das Unternehmen komplexe Komponenten für verschiedene Maschinenbauanwendungen, insbesondere für Textilmaschinen und die Lebensmittelherstellung. Weiterhin werden keramische Komponenten für Elektro- und Energietechnik, Ofenbau, Heizelemente, Zündtechnik, Pumpen, Ventile, Pharmatechnik, Medizintechnik und Analysegeräte gefertigt.
Die Hauptanwendungsbereiche des Bereichs technische Kunststoffe liegen im Bereich Automotive und Haushaltsgeräte. Hier verfügt Rauschert über Verarbeitungsmöglichkeiten für Hochleistungskunststoffe und Hochtemperaturkunststoffe wie z. B. PEEK. Die Verarbeitung erfolgt mittels Spritzgießen. Durch die Inserttechnik und verschiedene Umspritztechniken können Hybridbauteile bestehend aus Keramik-, Metall- und Kunststoffkomponenten erzeugt werden. 
Der Bereich "Energy und Engineering" bietet Sondermaschinen, Roboter- und Automatisierungstechnik (Mess- und Sortiersysteme, Handhabungsgeräte), Industriesoftware und dezentrale Energiemanagementsysteme an. Außerdem ist Rauschert im Maschinenhandel tätig.

## Werkstoffe
Rauschert produziert verschiedene Komponenten mit eigenen Rezepturen und einer vollständigen Wertschöpfungskette, welche Masseaufbereitung, Werkzeugbau, Formgebung, Sintertechnik und Präzisionsbearbeitung umfasst.

### Oxidkeramiken
- Aluminiumoxid (RAPOX, RAPAL) 90 % – 99,99 %
- ATZ (alumina toughened zirconia)
- Zirkonoxid
- ZTA (Zirconia toughened alumina, RAPAL 200AZ)
- Magnesiumoxid
- Titanoxid

### Nichtoxidkeramiken
- Aluminiumtitanat
- Siliziumcarbid
- Siliziumnitrid (Spezialität elektrisch leitfähiges Si3 N4)
- NSN

### Silikatkeramiken
- Cordierit (Pyrolit) C410, C511, C520, C530
- Steatit C220, C221
- Porzellan C110, C130
- Aluminiumsilikat C610, C780
- Zirkonsilikat

### Keramische Beschichtungen
- APS
- HVOF
- Flammspritzen

### Kunststoffe
- eine große Palette an Kunststoffwerkstoffen, vor allem Hochleistungs- und Hochtemperaturkunststoffe[7]

## Forschung und Entwicklung
Für Rauschert bilden Forschung und Entwicklung einen eigenen Geschäftsbereich. Das Unternehmen ist an vielen geförderten Entwicklungsprojekten beteiligt und kooperiert dabei mit unterschiedlichen wissenschaftlichen Einrichtungen, wie insbesondere: 
- Fraunhofer-Institut für Keramische Technologien und Systeme IKTS
- Fraunhofer-Institut für Integrierte Schaltungen
- Technische Universität München
- RWTH Aachen
- Technische Hochschule Nürnberg Georg Simon Ohm
- Universität Bayreuth
- University of Connecticut
- Nationale Polytechnische Universität Lwiw
- VZU Pilsen